# 鱗腹喉盤魚
鱗腹喉盤魚（學名：Lepadogaster lepadogaster），叉鼻喉盤魚，為輻鰭魚綱喉盤魚目喉盤魚科的其中一種，分布於東大西洋區，北至西班牙加利西亞最西北端，南至非洲西北部、加那利群島和馬德拉群島，以及地中海海域，深度1至5公尺，體長可達6.5公分，屬底棲性魚類，常棲息於由光滑岩石和大卵石區，主要以有機碎屑為食，可作為觀賞魚。

## 擴展閱讀
維基物種上的相關：叉鼻喉盤魚